# Iceland Review
Iceland Review ist ein Nachrichtenmagazin, das seit 1963 regelmäßig erscheint und über die wichtigsten Ereignisse aus der isländischen Politik, Wirtschaft, Tourismus und Natur berichtet. Es ist damit das älteste derartige Magazin. Seit 1993 gibt es eine englischsprachige und seit 2009 auch eine deutschsprachige Onlineversion.